# Johann Benedikt Carpzov IV
Pour les articles homonymes, voir Carpzov.
 (juin 2020).
Johann Benedikt Carpzov IV est un théologien et philologue allemand, né à Leipzig en 1720, mort en 1803.
Il fut professeur de littérature ancienne et publia de savantes dissertations sur divers anciens auteurs sacrés et profanes, parmi lesquelles nous citerons : Observationes philologicæ in Plœphatum, Museum, Achillem Tatium (1743), etc.
Il est membre de la famille Carpzov.

## Source
« Johann Benedikt Carpzov IV », dans Pierre Larousse, Grand dictionnaire universel du XIXe siècle, Paris, Administration du grand dictionnaire universel, 15 vol., 1863-1890 [détail des éditions].